# Alloniscus pardii
Alloniscus pardii is een pissebed uit de familie Alloniscidae. De wetenschappelijke naam van de soort is voor het eerst geldig gepubliceerd in 1960 door Arcangeli.